# Complexidade social

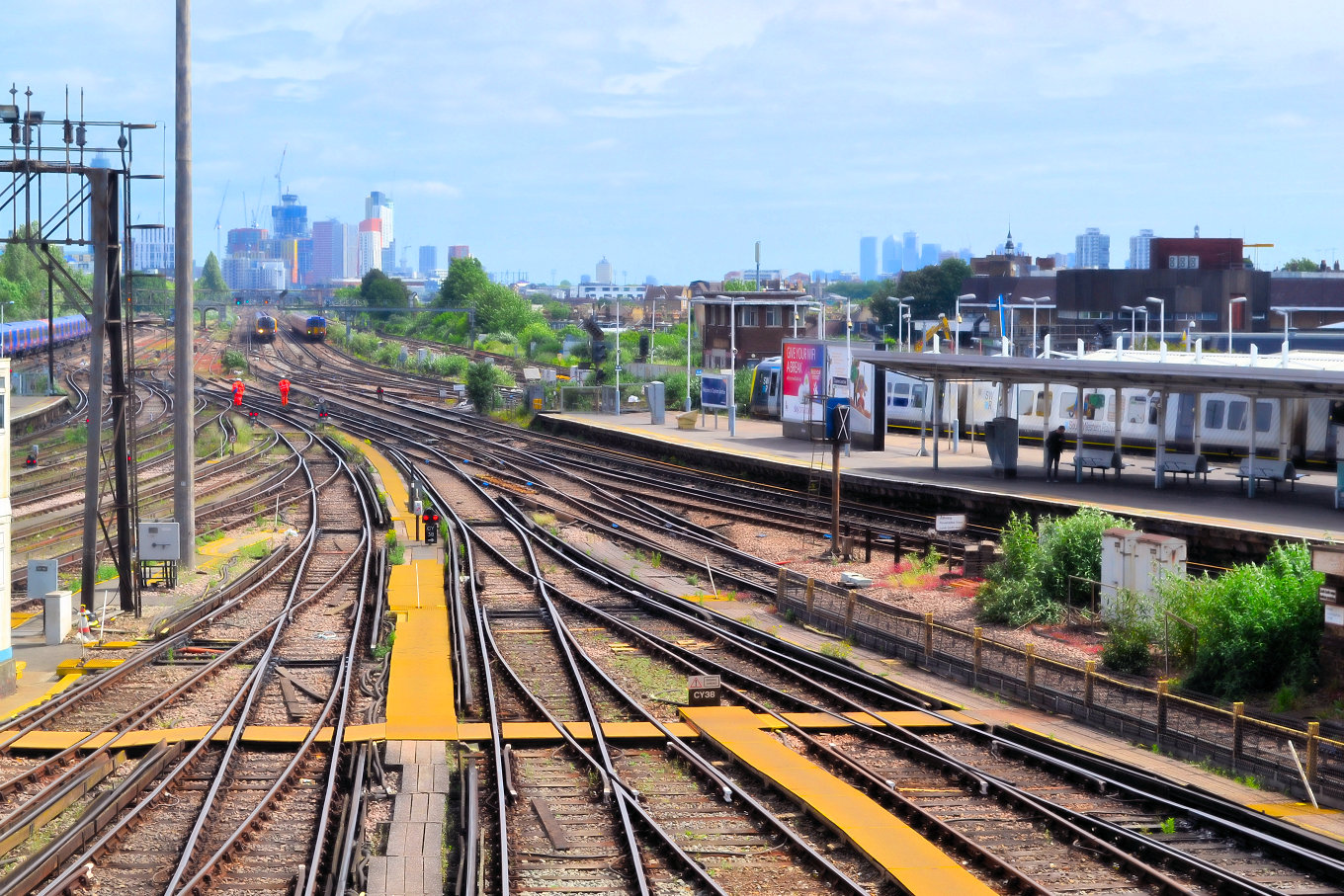
Complexidade social: A infraestrutura dos trilhos de comboio na estação ferroviária de Clapham Junction, no Reino Unido, é análoga à complexidade da sociedade atendida pela ferrovia.

Em sociologia, a complexidade social é uma estrutura conceitual usada na análise da sociedade. Nas ciências, as definições contemporâneas de complexidade são encontradas na teoria dos sistemas, onde o fenómeno estudado tem muitas partes e muitos arranjos possíveis das partes; simultaneamente, o que é complexo e o que é simples são relativos e mudam com o tempo.
O uso contemporâneo do termo complexidade refere-se especificamente às teorias sociológicas da sociedade como um sistema adaptativo complexo; no entanto, a complexidade social e as suas propriedades emergentes são assuntos recorrentes ao longo do desenvolvimento histórico da filosofia social e do estudo da mudança social.
Os primeiros teóricos da sociologia, como Ferdinand Tönnies, Émile Durkheim e Max Weber, Vilfredo Pareto e Georg Simmel, examinaram o crescimento exponencial e a inter-relação dos encontros e trocas sociais. A ênfase na interconectividade entre as relações sociais e no surgimento de novas propriedades dentro da sociedade é encontrada na teoria social produzida nos subcampos da sociologia. A complexidade social é uma base para a conexão dos fenómenos relatados na microssociologia e na macrossociologia e, portanto, fornece um meio-termo intelectual para os sociólogos formularem e desenvolverem hipóteses. Metodologicamente, a complexidade social é neutra em termos de teoria e inclui os fenómenos estudados na microssociologia e os fenómenos estudados na macrossociologia.

## Fundamentação teórica
Em 1937, o sociólogo Talcott Parsons continuou o trabalho dos primeiros teóricos da sociologia com o seu trabalho sobre a teoria da ação; e em 1951, Parson desenvolveu a teoria da ação em teoria formal de sistemas em The Social System (1951). Nas décadas seguintes, a sinergia entre o pensamento sistémico geral e o desenvolvimento de teorias de sistemas sociais é levada adiante por Robert K. Merton em discussões sobre teorias de médio alcance e estrutura e agência social. Do final da década de 1970 até o início da década de 1990, a investigação sociológica preocupou-se com as propriedades dos sistemas nos quais a forte correlação de subpartes leva à observação de comportamentos autopoéticos, auto-organizados, dinâmicos, turbulentos e caóticos que surgem da complexidade matemática, como o trabalho de Niklas Luhmann.
Um dos primeiros usos do termo "complexidade", nas ciências sociais e comportamentais, para se referir especificamente a um sistema complexo, é encontrado no estudo de organizações modernas e estudos de gestão. No entanto, particularmente nos estudos de gestão, o termo tem sido frequentemente usado de forma metafórica e não de forma teórica qualitativa ou quantitativa. Em meados da década de 1990, a "virada da complexidade" nas ciências sociais começa quando algumas das mesmas ferramentas geralmente usadas na ciência da complexidade são incorporadas nas ciências sociais. Em 1998, o periódico eletrónico internacional Journal of Artificial Societies and Social Simulation foi criado. Nos últimos anos, muitas publicações apresentaram visões gerais da teoria da complexidade no campo da sociologia. Dentro deste conjunto de trabalhos, também são traçadas conexões com outras tradições teóricas, incluindo a epistemologia construtivista e as posições filosóficas da fenomenologia, do pós-modernismo e do realismo crítico.